# Fazıl Say
Fazıl Say (Ankara, 14 de enero de 1970) es un pianista y compositor turco reconocido mundialmente. Es el hijo de Ahmet Say, un destacado musicólogo y escritor turco.

## Biografía
Estudió piano y composición en el Conservatorio Estatal de Ankara. A los diecisiete años, se le concedió una beca del Servicio Alemán de Intercambio Académico que le permitió estudiar durante cinco años con David Levine en el Instituto Robert Schumann de Düsseldorf (Alemania). De 1992 a 1995, continuó sus estudios en el Conservatorio de Berlín. En 1994, ganó el premio Young Concert Artists International Auditions de Nueva York, que dio un rápido inicio a su carrera internacional.
Ha tocado, entre otras, con la Orquesta filarmónica de Nueva York, la Orquesta Filarmónica de Israel, la Orquesta Sinfónica de Baltimore, la Orquesta Filarmónica de la BBC, la Orquesta Nacional de Francia, la Orquesta Filarmónica de San Petersburgo, la Orquesta Ciudad de Granada.
Su pasión por el jazz le ha llevado a fundar el Worldjazz Quartet.
En 2012, un fiscal de Estambul reclamó hasta un año y medio de prisión contra él. En 2013 fue condenado por un juzgado turco por insultar a la religión en Twitter a 10 meses de cárcel aunque no tuvo que cumplir la pena.

## Obra

### Música orquestal
Sinfonía n.º 3 Universo
Opus 43 / 2012 / 28 minutos
Premiere Salzburg / 7 de octubre de 2012 / commission Mozarteum Orchester Salzburg / Bolton
I - Expansión del Universo / II - Venus / III - Tormenta en Júpiter / IV- Un Planeta como la tierra, Gliese581g / V - Supernova / VI - Materia Oscura
Sinfonía n.º 2 ''Mesopotamia''
Opus 38 / 2011 / 52 minutos
Premiere Istanbul / 23 de junio de 2012 / commission IKSV / İstanbul Festival / Aykal, Borusan Istanbul Philharmonic Orchestra
I - Dos niños en la llanura / II - Río Tigris / III - Acerca de la cultura de la muerte / IV - Melodramaa / V - El sol / VI - La luna / VII - Bala / VIII - Río Éufrates / IX - Acerca de la Guerra / X - Ballada de Mesopotamia (o Réquiem de Mesopotamia)
Sinfonía n.º 1 Estambul
Opus 28 / 2009 / 45 Minutos
Premiere Dortmund / 13 de marzo de 2010 / commission Konzerthaus Dortmund and WDR / Griffiths, WDR Orchestra
I - Nostalgia / II - Tarikat(Orden religiosa) / III - Mezquita del Sultán Ahmet / IV - Alegres señoritas a bordo de un ferry hacia las Islas Príncipes / V - Acerca de los viajeros al departamento de Anatolia desde la Estación de Trenes Haydar Pasha / VI - Alem gecesi(Noches orientales) / VII - Final
Fenerbahçe para coro, piano y orquesta
Opus 23 / 2007 / 27 minutos
Premiere Istanbul / commission Fenerbahçe Spor Klubü / Yazıcı, Say, BASSO
Thinking Einstein para piano y orquesta
Opus 16 / 2005 / 16 minutos / commission E T H Universitaet Zürich
Premiere; Say, Griffiths, ZKO / Luzern KKL
Chamber Symphony
Opus 6 / 1996 / 12 minutos
Premiere Scott Yoo / Boston /CD; Troppenote
Symphonia Concertante para piano y orquesta
Opus 3 / 1993 / 18 minutos
Premiere Aykal, Say, CSO / Ankara
3 Maerchen para piano y orquesta de cámara
1991 / 15 minutos

### Oratorios
Nazım Oratorio para coro, solistas, piano, narrador y orquesta
Opus 9 / 2001 / 75 minutos
WP Ankara / Auftragswerk Ministery of Culture Turkey / Say, Özgüç, Erkal, Yazıcı, Erener, Olcay, Dağüstün,CSO
16 gedichte von NAZIM HİKMET
Üç selvi / Açların gözbebekleri / Kerem gibi / Dizboyu karlı bir gece / Bugün Pazar / Ben içeri düştüğümden beri / Yatar Bursa kalesinde / Hapisten çıktıktan sonra / Kız çocuğu / Hiroşima / Nereden gelip nereye gidiyoruz / Vatan haini / Şehitler / Davet / Memleketim / Yaşamaya dair
Metin Altıok Ağıtı Réquiem para coro, solistas, piano y orquesta
Opus 13 / 2003 / 55 minutos
WP İstanbul/ Auftragswerk İstanbul Festival / WP; Say, Olcay, Yazıcı, Uyar, BASSO
10 gedichte von Metín Altiok
Düşerim / Yıkıcılar geldiler / Rüzgar / Yalnızlık / Konyak,Kitap ve Kahve / Bir gün ölürüm / Soneler / Final

### Conciertos
Water para piano y orquesta
Opus 45 /  2012 /  26-29 minutos
WP - Gstaad / Ulrichshusen 2013 - Auftragswerk Menuhin Festival Gstaad and Festspiele Mecklenburg-Vorpommern.
Conductor; Christian Jörvi, Piano; Fazıl Say
1- Blue Water - Mavi Su / 2- Black Water – Kara su / 3- Green Water – Yeşil Su
Hezarfen Konzertstück para ney (flauta) y orquesta amplia
Opus 39 / 2011 / 18 minutos
WP Mannheim Oper March 2012 Auftragswerk Mannheim Oper / Burcu Karadağ (ney)
I - Istanbul, May 1632 / II - Galata tower / III - Flying / IV - Finale
Concierto para clarinete Khayyam
Opus 36 / 2011 /
Auftragswerk Schleswig Holstein Festival / WP; Sabine Meyer, BASSO / Kiel
Concierto para trompeta
Opus 31 / 2010 / 24 minutos
Auftragswerk Mecklenburg Vorpommern Festival
WP; Gabor Boldozcki, Zagrosek, Berliner Konzerthaus Orchester / Wismar
Nirvana Burning Konzertstück para piano y orquesta
Opus 30 / 2010 / 17 minutos
Auftragswerk Salzburger Festspiele / WP; Say, Goetzel, BİFO / Salzburg
Concierto para violín 1001 Nights in a Harem
Opus 25 / 2007/ 28 minutos
Auftragswerk Luzerner Synfonie Orchester / WP; Kopatchinskaja,Axelrod, LSO/ KKL Luzern
Concierto para piano Silence of Anatolia
Opus 11 / 2001 / 20 minutos
WP Paris / Auftragswerk Radio France and Kurt Masur / WP; Say, İnbal, ONF
I - Silence of Anatolia / II- Obstinacy / III - Cadenza / IV - 11.9.2001
Concierto para guitarra
Opus 5e / 1996 / 20 minutos
WP Baltimore / Jason Vieaux
Concierto para piano Silk Road
Opus 4 / 1994 / 17 minutos
WP Boston / Say, Yoo, Metamorphosen

### Música de cámara
Sonata para violonchelo y piano '4 Cities
Opus 41 / 2012 / 22 minutos
I - Sivas / II - Hopa / III - Ankara / IV - Bodrum
Auftragswerk BBC (N. Altstaedt, London)
Sonata para clarinete y piano
Opus 42 / 2012
I - Pamukkale / II - Istanbul Nocturne / III - Cappadocia
Auftragswerk Bad Kissingen Festival (Sabine Meyer / Fazıl Say)
Trío
2013 / 15 minutos
For Piano, Violin and Violoncello
Auftragswerk ARD Musikwettbewerb
Quinteto de viento madera Alevi dedeler rakı masasında
Opus 35 / 2011
WP Berlin / Auftragswerk Berliner Konzerthaus /Flute-Oboe-Clarinett-Horn-Fagott
Cuarteto de cuerda Divorce
Opus 29 / 2010 / 16 minutos
WP Dortmund / Auftragswerk Konzerthaus Dortmund
Variationen para 2 pianos y percusión
Opus 32 / 2010 / 20 minutos
Auftragswerk Schleswig Holstein Festival / WP; Grubinger, Onder, Onder / Kiel
Cleopatra para violín solo
Opus 34 / 2010
Princess of Lykia para 2 guitarras
Opus 26 / 2009 / 11 minutos
WP Tokyo / Auftragswerk Hakuju Hall Tokyo
Cuarteto Patara
Opus 17 / 2005 / 27 minutos
Auftragswerk Mozart Jahr 2006 Stadt Wien / WP; Say,Soysev, Koselerli, Bicer
Choreography Evio Gervasi / Tanzquartier / Wien
Rhapsodia - Uzun İnce Bir Yoldayım para piano, soprano y cuerdas
Opus 14 / 2004 / 12 minutos / WP; Erener, Say, Yazıcı / Berlin
Arreglos para sexteto de Porgy and Bess
1999 / 12 minutos
I got plenty o nuttin / It ain't nessecerily so / Summertime
Piano-AltoSax - Clarinette - Bass - Drums - Percussions
Sonata para violín y piano
Opus 7 / 1996 / 17 minutos / Auftragswerk Arizona Friends of Chamber Music/ WP; Peskanov, Say / Tucson
2 Ballades para piano y cuerdas
Orchestral Version of Ballads for Piano

### Canciones
3 Songs
2013 May / 20 minutos
(Goethe West-östlicher Divan) Auftragswerk Stuttgarter Kammer Orchester
WP Stuttgart Conductor: Hofstadter / Lyrischer Sopran: NN
Der Panther Konzertlied para soprano y orquesta
Opus 37b / 2012
(R.M.Rilke) Orchestration, Auftragswerk KH Dortmund, WP Dortmund, Oelze, WDR Köln Orchester
Ses
Opus 40 / 2012
For Koloratur Soprano, Lyric Soprano, Mezzo Soprano, Piano and Percussions
BEHÇET AYSAN Bir bahar dalıyla
METİN ALTIOK Odasında bir evin
AZİZ NESİN Sivas acısı
İlk Şarkılar
Opus 5 e / 1994-1995
Songs for Piano and Voice,
Gedichte von:
Nazım Hikmet MEMLEKETİM / Nazım Hikmet DAVET / Orhan Veli İSTANBUL’U DİNLİYORUM / Orhan Veli EFKARLANIRIM / Orhan Veli UYUŞAMAYIZ / Can Yücel 1- SU’DA / Can Yücel SAAT BEŞTE / Cemal Süreya DÖRT MEVSİM / Metin Altıok BU KEKRE DÜNYADA / Ahmet Arif HASRETİ UYKULARDA / Hayyam DÖRTLÜKLER / Yunus Emre AŞKIN ELİNDEN / Pir Sultan Abdal SORDUM SARI ÇİĞDEME / Muhyiddin Abdal İNSAN İNSAN
4 Lieder
Opus 37 / 2011 / 29 minutos
Mezzosopran and Piano
NAZIM HİKMET; Masalların Masalı / INGEBORG BACHMANN, Die große Fracht / TURGUT UYAR, Göğe bakma durağı / R.M. RILKE; Der Panther
2011 / 28 minutos / WP SHMF Elif Şahin Piano, Annelie

### Música para piano
Pieces para piano
I - Dance / II - Ses (arr.) / III - Bodrum (arr.) / IV - Wintermorgen in İstanbul (4 hands)
Transcription; BACH - SAY Fantasia G Moll BWV 542
2007 / 14 minutos
Transcription; BACH - SAY Passacaglia
2005 / 12 minutos
Jazz Phantasy Gershwin; Summertime
2005 / 6 minutos
Cadenza; Mozart Piano Concerto KV 537
2004
Cadenza; Beethoven Piano Concerto No 3
2001
Jazz Phantasy Dede Efendi; Yeni bir Gülnihal
1997 / 9 minutos
Black Earth Hommage Aşık Veysel
Opus 8 / 1997 / 7 minutos / WP, Say / İstanbul
3 Ballades
1996-2002 / 10 minutos / WP Say / Ankara / CD DVD Avex
Nazım, Kumru,Sevenlere dair
Cadenza; Mozart Piano Concerto KV 467
1995
Jazz Phantasy Paganini; Paganini Jazz
1995 / 6 minutos
Jazz Phantasy Mozart; Alla Turca Jazz
1993 / 3 minutos / Also av. Alla Turca Jazz for Piano and Orchestra
Fantasiestücke
Opus 2 / 1993 / 9 minutos
WP Berlin / Say / CD Troppenote
Vision, Elegy of old İstanbul, Dervish in Manhattan, Gipsy Girl
4 Dances of Nasreddin Hoca
Opus 1 / 1990 / 7 minutos
WP Berlin / Say / CD Troppenote
Devri Turan, Devri Hindi, Bektaşi Raksanı, Şarkı devri revanı velvelesi

### Música para danza
Patara
Opus 17 / 2006 / Tanz Quartier Wien / Choreography EVİO GERVASI

### Música para teatro
7000 yıllık uçan halı
Opus 33 / 2011 / 11 Songs
Ahmet Say- Yücel Erten / Ankara
Nazım from Genco Erkal (Collage; Nazım,Patara)
İstanbul / 2009
Sivas 93 from Genco Erkal (Collage; Black Earth-Silk Road)
İstanbul /2008

### Música para cine
Watercolor
Opus 27 / 2009 / Turkey / Hazardağlı
Pianist the Wolfy
Opus 21 / 2006 / Japan / Short Animation Film
İnsan İnsan
Opus 22 / 2006 / Turkey
Ultimathule
Opus 18 / 2005 / Switzerland / Schrumpff
Nazım documental para televisión
2001 / Turkey / Dündar

### Orquestraciones
- Liszt Sonate H Moll 1992
- Debussy Preludes 1990

### Obras tempranas
- Melodien for Piano 1992
- Alt Anatolisches Tagebuch for Piano 1991
- Reflections for Violin, Piano and Orchestra / Auftragswerk S.O.B. BERLİN / 1990
- Seidenstrasse for Piano 1989
- Schwarze Hymnen for Violin and Piano / Auftragswerk Götz Bernau BERLİN / 1987
- 4 pieces for Piano 1987
- Suite for Piano 1986
- Concerto for Guitar and Orchestra in d, 1986
- Preludes for Flute and Piano 1985
- Preludi in modo Aleotorio for Piano 1985
- Sonata for Piano 1984
- Phrigian for Piano 1984

### Grabaciones
- 1993 CD / (SFB) (Scarlatti–Berg–Say)
- 1996 CD / Troppenote Records (Say)
- 1998 CD / Warner Music (Mozart Sonatas)
- 1999 CD / Teldec (Bach)
- 2000 CD / Teldec (Gershwin)
- 2000 CD / Teldec (Stravinski–Le sacre)
- 2001 CD / Teldec (Liszt–Tchaikovski)
- 2002 CD / İmaj (Nazım)
- 2003 CD / Naive (Say/Black Earth)
- 2003 CD / İmaj (Metin Altıok ağıtı)
- 2003 CD / Bilkent (Nazım)
- 2004 CD / Naive (Mozart Concertos)
- 2005 CD / Naive (Beethoven Sonatas)
- 2006 CD / Naive (Haydn Sonatas)
- 2006 CD / Avex (Live in Tokyo)
- 2007 CD / Naive (Kopatchinskaja–Say / Beethoven / Bartok / Ravel)
- 2008 CD / Naive (Kopatchinskaja–Say 1001 Nights in Harem)
- 2011 Fazil Say: Pictures (CD / DVD)

### Vídeos
- Versión jazzística de la Marcha Turca de Mozart.
- 3.er movimiento de la "Tempestad" de Beethoven.

- Datos: Q430941
- Multimedia: Fazıl Say / Q430941